# ديف كوهلر
ديف كوهلر (بالإنجليزية: Dave Koehler)‏ (و. 1948 – م) هو سياسي من الولايات المتحدة الأمريكية .